# Atentado del Hotel Semíramis

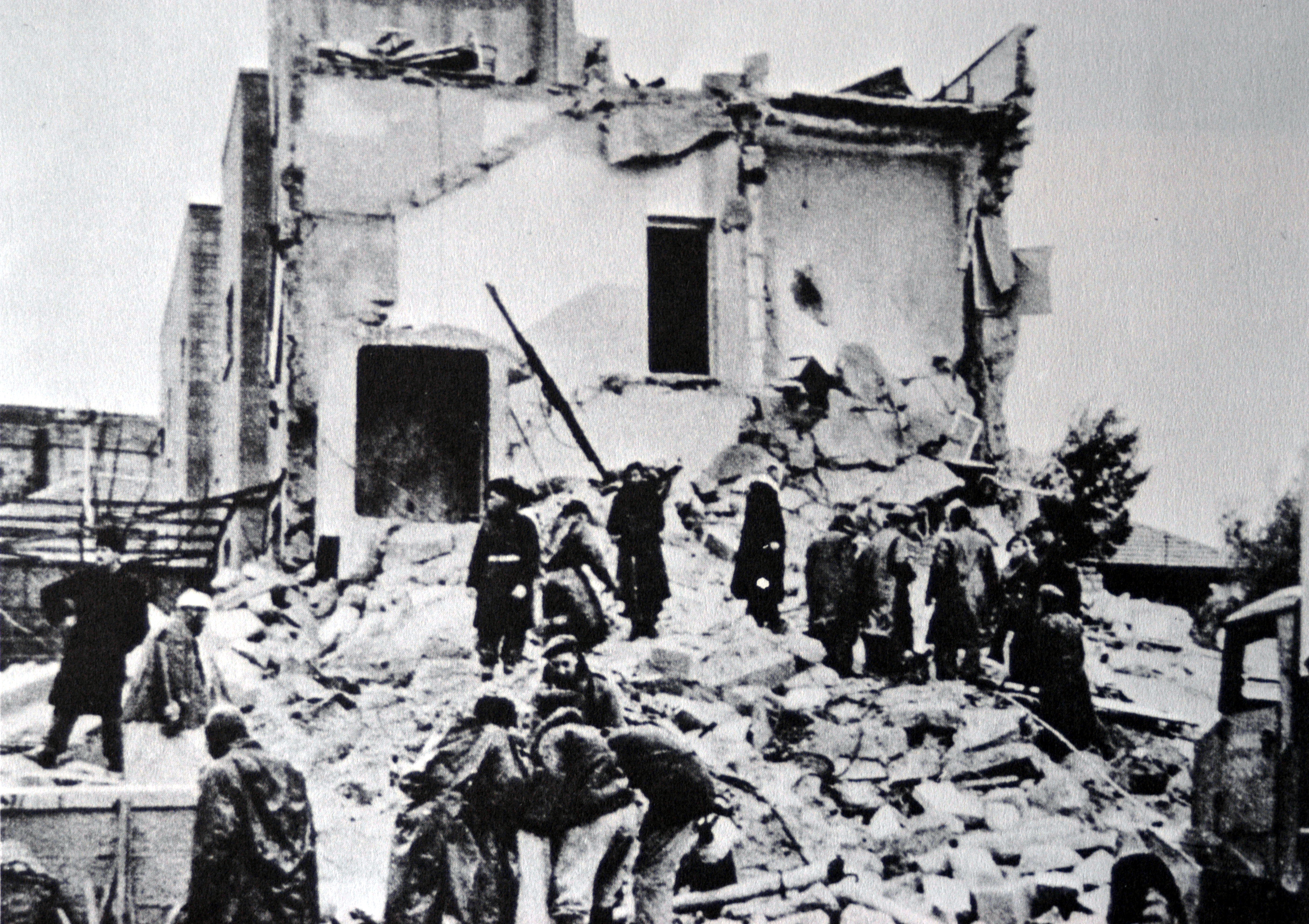
El hotel Semíramis después del atentado del 5 de enero de 1948.

El atentado del Hotel Semíramis fue un ataque llevado a cabo por miembros del Haganá contra el Hotel Semíramis, de propiedad cristiana y situado en el barrio Katamon de Jerusalén, durante la Guerra Civil durante el Mandato de Palestina. En este atentado murieron entre 24 y 26 personas, principalmente árabes. El ataque fue perpetrado como represalia por el asesinato de 47 judíos durante los disturbios árabes en una refinería de Haifa.
La Haganá sospechaba que el hotel Semíramis era un cuartel general de los árabes, y en la noche del 5 al 6 de enero de 1948 puso una bomba en el mismo. La misión fue llevada a cabo por un equipo de cuatro hombres apoyados por diez fusileros. La explosión mató a 24 o 26 civiles árabes, cifra que incluiría a varios irregulares iraquíes, civiles y al menos un niño. El vicecónsul español Manuel Allende Salazar también fue asesinado en el ataque.
El ataque fue duramente condenado por las autoridades británicas, y David Ben-Gurión sustituyó a Mishael Shechter, oficial responsable de la Haganá en el sector de Jerusalén, por David Shaltiel. De acuerdo con John B. Quigley, el hotel no era un cuartel general militar, y las autoridades británicas denunciaron el ataque como un "asesinato sistemático de personas inocentes." Ilan Pappé y J. Bowyer Bell atribuyen el atentado al Irgún.
Antes del atentado, el característico jeep blanco de Abdelkader al-Husayni, comandante de las fuerzas árabes de Jerusalén, fue visto en el camino del hotel.
Mishael Shacham, líder de la Haganá que organizó el atentado, fue enviado a Jerusalén para detener el éxodo de judíos de las áreas mixtas de Jerusalén. Se pensó que "un gran golpe en la parte árabe de Katamon (...) podría persuadir a los árabes a abandonar el barrio y cambiar el clima psicológico en la ciudad".